# Kasteel Neut

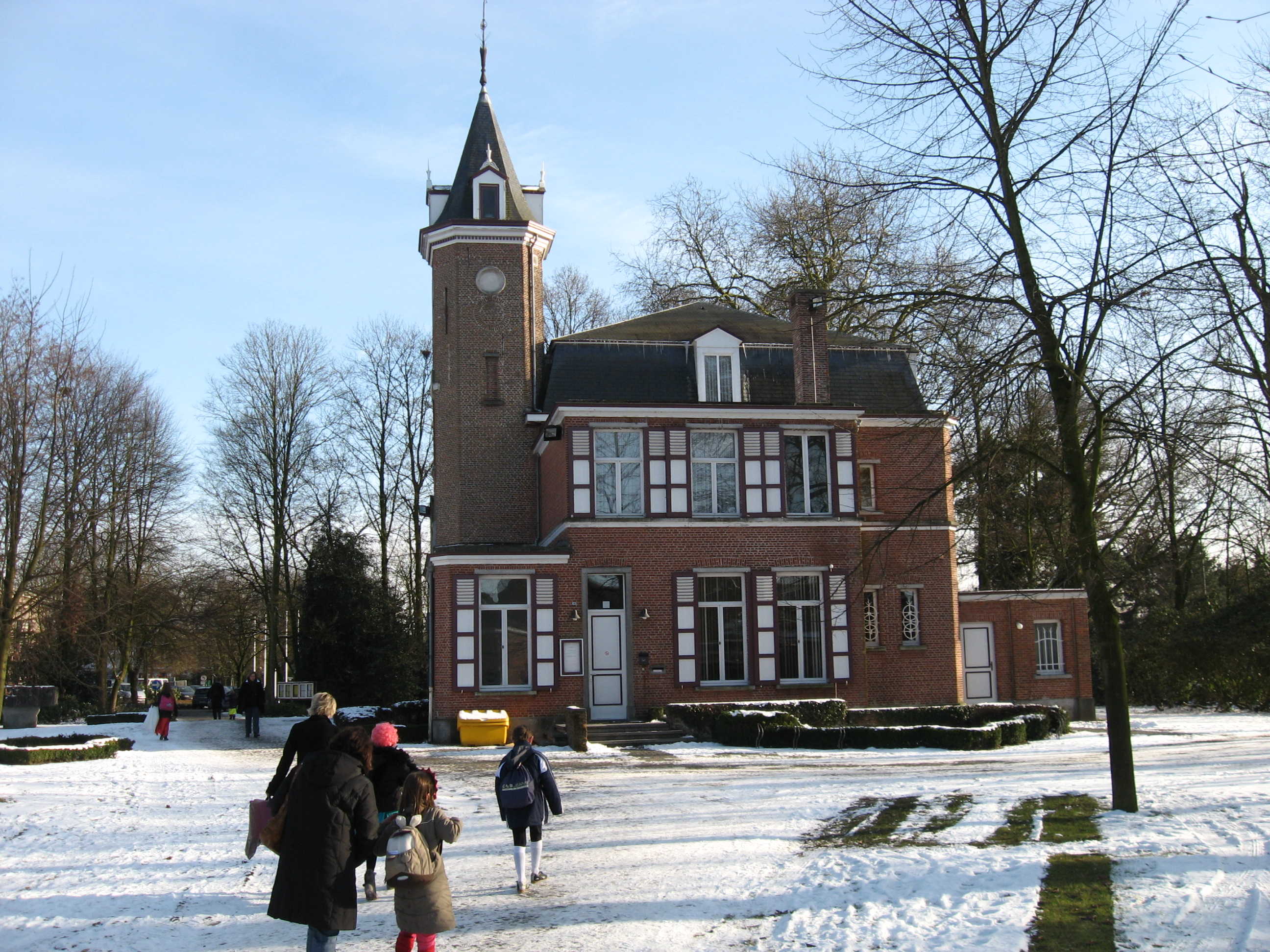
Kasteel Neut

Het Kasteel Neut is een kasteel in de plaats Brecht in de Belgische provincie Antwerpen. Het kasteel is gelegen aan Gemeentepark 1.

## Geschiedenis
Het kasteel werd gebouwd in 1848 in opdracht van J.F. Keysers en werd later eigendom van de familie Neut. In 1974 werd het kasteel aangekocht door de gemeente. In 1979 werd het kasteel ingericht als gemeentehuis naar ontwerp van Jan van Boxel. Bij het kasteel ligt een park.

## Gebouw
Het kasteel heeft een rechthoekige plattegrond, en het gebouw wordt geflankeerd door een achthoekig torentje.
De hal en de trap zijn in art nouveau uitgevoerd.